# Hinkelhaus

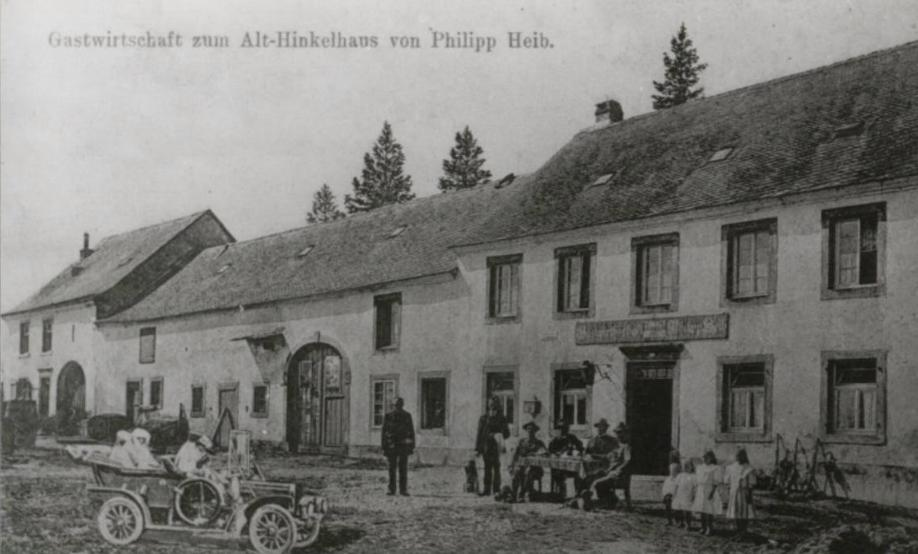
Alt-Hinkelhaus um 1910

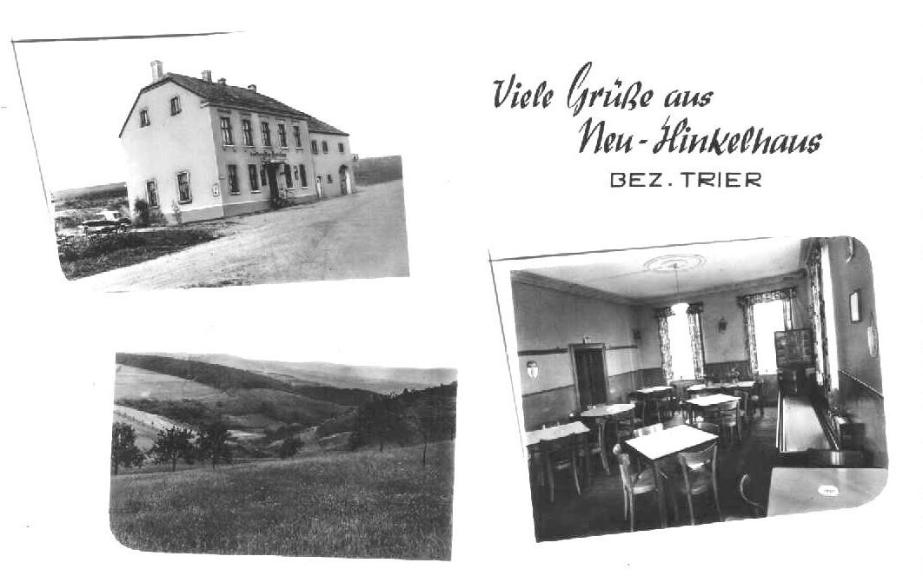
Neu-Hinkelhaus, Karte

Das alte und das neue Hinkelhaus bezeichnen ehemalige Gasthäuser bei Thomm im Landkreis Trier-Saarburg in Rheinland-Pfalz.
Das Alt-Hinkelhaus (Lage) auf 431 Meter über NN lag in der Nähe des Hinkelsteines bei Thomm sowie an der alten Poststraße zwischen Ruwer und Hermeskeil.
Es bestand von 1825 bis Ende der 1970er Jahre.
Nach Meyers Orts- und Verkehrslexikon hatte das Alt-Hinkelhaus 1912/1913 vier und das Neu-Hinkelhaus sieben Einwohner.
Im September 1950 berichtete der Trierische Volksfreund über ein Schadenfeuer in Alt-Hinkelhaus, bei dem eine Scheune und ein Wohnhaus niederbrannten. Das Nachbarhaus konnte gerettet werden.
Das Neu-Hinkelhaus (Lage) auf 428 Meter über NN liegt an der Landesstraße 149, die als Straßenverbindung zwischen Waldrach und Hermeskeil über Hinkelhaus und Osburg-Neuhaus im Jahre 1893 fertiggestellt worden war.